# Љубинко Јелић
Љубинко Јелић (Шарани, Горњи Милановац, 1932) српски је економиста, градитељ и песник.

## Биографија
Рођен је 8. октобра 1932. године у Шаранима код Горњег Милановца.
Са двадесет две године се преселио у Београд. Поново је започео школовање, од основне и средње школе, да би касније дипломирао на Еконоском факултету. Градитељством се бавио у Немачкој, на изградњи Олимпијског стадиона у Минхену, где је једно време и живео.
Песме Љубинка Јелића преведене су на немачки, италијански, румунски, македонски и руски језик. Заступљен је у више антологија српске поезије и награђиван је за поезију. Добитник је награде „Повеља Мораве” за 2013. годину, коју су установили Удружење књижевника Србије и Књижевно друштво „Мрчајевци“.
Члан је Удружења књижевника Србије и Европске академије за културу и уметност. Живи и ради у Београду. Потпомогао је Београдске међународне сусрете писаца са донацијом од пола милиона динара.

## Дела
- Писма мојој љубави, збирка песама
- Пустопље
- Магични прстен
- Узиђивање
- Испод усијаних чекића
- Пустошник
- Магични прстен
- Сејачеве благости
- Одозго – одоздо
- Изгрев чудесног
- Градитељев именик
- Горко семе
- На рубу пепељастог поља
- Ближе леденику
- Узиђивање
- Чај за суседа
- Около гнезда сненог
- На небу другом
- Анђео у стакленику
- Градња и опсене
- Благодатно самогласје
- Сабране песме у четири књиге